# Kristiansund BK
El Kristiansund Ballklubb es un equipo de fútbol de Noruega que juega en la Eliteserien, la primera división del país.

## Historia
Fue fundado el 2 de septiembre del año 2003 en la ciudad de Kristiansund a raíz de la fusión de los equipos rivales Kristiansund FK y Clausenengen SK con el fin de crear a un equipo de élite.
Desde 1936 varios jugadores de Kristiansund han formado parte de Noruega como Ole Gunnar Solskjær, Øyvind Leonhardsen y Trond Andersen, así como otros jugadores que han militado en la Tippeligaen debido a que el Clausenengen SK fue un equipo productor de jugadores a diferencia del Kristiansund FK, el cual era de recursos limitados, pero éste llegó a jugar en la Tippeligaen en 1991 y el Clausenengen la jugó en 1999.
La idea de la fusión la inició el banco local Sparebank 1, el cual como patrocinador principal pagaría 750,000 coronas noruegas por año. La fusión se hizo oficial en septiembre del 2003 y el equipo jugaría en la Fair Play ligaen. Después de jugar 21 partidos sin perder, el club fue ascendido a la Primera División de Noruega el 16 de septiembre de 2012, como ganadores de su grupo en la Oddsenligaen 2012.

## Jugadores

### Jugadores destacados
- Kris Bright

## Palmarés
- OBOS-ligaen: 1

2016
- Fair Play ligaen: 1

2012